# 桑名良輔

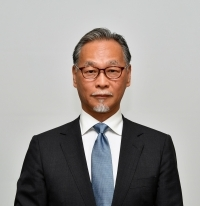
外務省より公表された公式肖像画像

桑名 良輔（くわな りょうすけ、1962年5月24日 - ）は、日本の外交官。神奈川県出身。在サンパウロ日本国総領事館総領事を経て、2023年11月より駐グアテマラ特命全権大使。

## 人物・経歴
神奈川県出身。1985年に上智大学外国語学部イスパニア語学科卒業。1986年に外務省に入省。1998年に在アメリカ合衆国日本国大使館二等書記官、2001年に在チリ日本国大使館二等書記官、2002年に在チリ日本国大使館一等書記官、2005年に経済局国際貿易課課長補佐、2007年にG8サミット準備事務局次長、2008年に経済局政策課首席事務官、2010年に国際法局経済条約課条約交渉官、2013年に経済局国際貿易課課長、2014年に在ジュネーブ国際機関日本政府代表部参事官、2018年に在ジュネーブ国際機関日本政府代表部公使、同年8月に在メキシコ日本国大使館公使、2020年に在サンパウロ日本国総領事館総領事、2023年に駐グアテマラ特命全権大使。